# التلعكبري
التلعكبري (ت. 385 هـ / 995 م) هو من رجال الحديث عند الامامية.
هو هارون بن موسى بن أحمد الشيباني، أبو محمد، التلعكبري، نسبتة إلى تل عكبرا من أعمال بغداد. مطعون في روايته عند أهل السنة.
له كتاب «الجوامع» في علوم الدين. ولكمال الدين بن حيدر الموسوي كتاب «مشيخة التلعكبري».

## قول الرجاليين
- أحمد بن علي النجاشي: كان وجها في أصحابنا ثقة، معتمدا لا يطعن عليه.[2]
- الشيخ الطوسي: جليل القدر، عظيم المنزلة، واسع الرواية، عديم النظير، ثقة.[3]
- السيد ابن طاووس: هارون بن موسى التلعكبري قدس الله روحه ونور ضريحه[4]
- العلامة الحلي: يكنى أبا محمد، جليل القدر عظيم المنزلة، واسع الرواية عديم النظير، ثقة، وجه أصحابنا، معتمد عليه، لا يطعن عليه في شئ.[5]
- ابن حجر العسقلاني: سمع أبا القاسم البغوي وأبا بكر الباغندي راوية للمناكير رافضي.[6]

## طبقته في الحديث عند الشيعة
وقع بعنوان هارون بن موسى أبي محمد في عدة من الروايات، تبلغ ثمانية وعشرين موردا.
فقد روى عن أحمد بن محمد أبي العباس، وأحمد بن محمد بن سعيد، وأحمد بن محمد بن سعيد أبي العباس، والحسين بن محمد بن فرزدق القطعي البزاز،و محمد بن علي بن معمر، ومحمد بن همام أبي علي.
وروى عنه الشيخ الطوسي وجماعة.
وروى بعنوان هارون بن موسى بن أحمد التلعكبري أبي محمد، عن محمد بن علي بن معمر، وروى عنه جماعة من أصحابنا.
التهذيب: الجزء 6، باب زيارة الأربعين، الحديث 201.
وروى بعنوان هارون بن موسى التلعكبري أبي محمد، عن أحمد بن محمد بن سعيد بن عقدة الحافظ أبي العباس، وروى عنه الحسين بن عبيد الله.
التهذيب: الجزء 1، باب حكم الحيض والاستحاضة، الحديث 482.
وروى عن محمد بن هوذة، وروى عنه الشيخ أبو عبد الله (المفيد)، والحسين بن عبيد الله.
مشيخة التهذيب: في طريقه إلى إبراهيم بن إسحاق الأحمري.
وروى عن محمد بن يعقوب الكليني.
الكافي: الجزء 6، كتاب الصيد 4، باب صيد الكلب والفهد 1، الحديث 1.
وروى عنه الحسين بن عبيد الله.
مشيخة التهذيب: في طريقه إلى محمد بن يعقوب الكليني، والإستبصار: الجزء 1، باب وجوب الترتيب في الأعضاء، الحديث 223.